# Suka Raja Baru
Suka Raja Baru is een bestuurslaag in het regentschap Banyuasin van de provincie Zuid-Sumatra, Indonesië. Suka Raja Baru telt 503 inwoners (volkstelling 2010).